# Svartgrund, Sastmola
Svartgrund (finska: Svartkrunni) är en ö i Finland.   Den ligger i kommunen Sastmola i den ekonomiska regionen  Björneborgs ekonomiska region  och landskapet Satakunta, i den sydvästra delen av landet, 270 km nordväst om huvudstaden Helsingfors.
Terrängen på Svartgrund är varierad.  I omgivningarna runt Svartgrund växer i huvudsak blandskog.